# Lanciano
Lanciano é uma comuna italiana da região dos Abruzos, província de Chieti, com cerca de 35.793 habitantes. Estende-se por uma área de 66 km², tendo uma densidade populacional de 541 hab/km². Faz fronteira com Atessa, Castel Frentano, Fossacesia, Frisa, Mozzagrogna, Orsogna, Paglieta, Poggiofiorito, Rocca San Giovanni, San Vito Chietino, Sant'Eusanio del Sangro, Treglio.

## Demografia
| Variação demográfica do município entre 1861 e 2011                               |
|                                                                                   |
| Fonte: Istituto Nazionale di Statistica (ISTAT) - Elaboração gráfica da Wikipedia |